# Abdulá al-Sallal
Abdulá Yahya al-Sallal (en árabe:عبد الله يحيى السلال; 1917, Shaasan, Yemen - 1994, Saná, Yemen) fue un político y militar yemení. Sallal fue la primera persona en ocupar los puestos de Presidente y Primer Ministro de la República Árabe de Yemen (Yemen del Norte), después de haber derrocado en un golpe militar al último rey e imam zaidí del país, Muhammad al-Badr, el 27 de septiembre de 1962. 
La presidencia de Sallal estuvo marcada por la guerra civil, en un conflicto que enfrentó a los partidarios de Sallal con los del depuesto Badr y que se agravaría por la intervención de Egipto y Arabia Saudí apoyando, respectivamente, a republicanos y monárquicos. Sin embargo, la derrota de los egipcios durante la Guerra de los Seis Días obligó a Gamal Abdel Nasser a reducir la presencia de su Ejército en Yemen. El 5 de noviembre de 1967, Sallal fue derrocado por Abdul Rahman al-Eryani, el cual trataría de buscar un acercamiento entre los bandos enfrentados. 
Tras un exilio en El Cairo, en 1981 Sallal fue invitado de vuelta a Yemen por el presidente Alí Abdalá Salé, país en el que permanecería hasta su fallecimiento en 1994. 

## Educación militar y primeros años en prisión (1917-1955)
Sallal nació en 1917 en Shaasan, una localidad a 20 kilómetros al sureste de la capital habitada por la tribu Sanhan. La familia de Sallal, en todo caso, no tenía origen tribal, identificándose con el gremio de los herreros. Más tarde, Sallal se desplazaría a Saná, donde al poco tiempo de llegar fallecería su padre, Yahya. En consecuencia, Sallal fue educado en el colegio para huérfanos de Dar al-Aytam. Después, se desplazaría con su madre a la ciudad de Hodeida.
En 1936, cuando apenas tenía 19 años, Sallal fue reclutado por el Ejército real yemení para recibir entrenamiento militar en la Academia Militar de Bagdad, Irak, donde se graduaría dos años más tarde con el rango de teniente segundo. 
Según relata su familia, su estancia en Bagdad, así como su paso por Adén en tránsito hacia la capital iraquí, tuvieron una gran impacto personal en Sallal: ver el grado de prosperidad en ambas ciudades, en contraposición al subdesarollo en Saná, le convencieron de la necesidad de que el país se transformara política y socialmente. Por aquel entonces, Yemen era gobernado por el rey e imam Yahya Ibn al-Husayn, el cual había creado un proto-Estado a partir de los residuos de la administración otomana. En particular, Yahya se apoyaba en un Ejército regular organizado por antiguos oficiales otomanos y yemeníes formados en la propia capital del Imperio.
Frente a la vieja guardia que respaldaba a Yahya, en algún punto durante su estancia en Irak Sallal se integró en un grupo de militares reformistas de las clases medias y populares autodenominados Oficiales Libres, la misma nomenclatura que Nasser usaría en Egipto. Su vinculación con esta organización provocó que nada más volver a Yemen, en 1939, Sallal fuera arrestado por los partidarios de la monarquía, cuando apenas tenía 22 años. A pesar de todo, siguió siendo un miembro activo de los Oficiales Libres tanto durante su estancia en prisión como después de su liberación. 
El 17 de febrero de 1948, el Movimiento Constitucional de los Yemeníes Libres trató de deponer al imam Yahya y sustituirle por su yerno, Abdulá Alí al-Wazir, el cual se había comprometido a aceptar una constitución ("Sagrada Carta Nacional") que transformase al país en una monarquía parlamentaria. El alzamiento triunfó en Saná, donde Yahya fue asesinado, pero no así en la ciudad de Taiz, controlada por su hijo Ahmad ibn Yahya. El 13 de marzo, los partidarios de Ahmad lanzaron una ofensiva sobre Saná desde la ciudad de Haya, a 129 kilómetros al noreste de la capital. Saná fue tomada por las tropas tribales de Ahmad sin casi encontrar resistencia. Al-Wazir y al menos treinta de sus seguidores fueron capturados y decapitados. En lo que respecta a Sallal, éste fue nuevamente detenido y enviado a la cárcel de Hajjah, donde permanecería hasta 1955.

## Rehabilitación a instancias del príncipe heredero Muhammad Badr (1955-1962)
Al igual que su padre, el rey Ahmad fue descrito como una figura "autoritaria" y "arbitraria". Ahmad mostró "una tendencia a la barbarie y a la crueldad" que le hizo ganarse el sobrenombre de Al-Djinn, el demonio. Sin embargo, la necesidad de encontrar aliados internacionales con los que protegerse de la presencia británica en Adén, le obligó a buscar un acercamiento tanto con la Unión Soviética como con Nasser en Egipto, una política exterior pragmática que se tradujo en reformas en el país. Durante 1959 a 1961, Yemen se integró en los Estados Árabes Unidos, de los que también formarían parte Egipto y Siria. El otro factor de modernización fue la influencia del príncipe heredero Muhammad al-Badr, que a diferencia de su padre sí estaba convencido de la necesidad de transformar Yemen. Fue éste el caldo de cultivo en el que Sallal fue liberado a instancias de Badr e, inmediatamente después, ascendido a miembro de la Guardia Personal del rey Ahmad.
En 1959, la salud de Ahmad empeoró, obligándole a tomar morfina para paliar el dolor de la artritis y, finalmente, a desplazarse a Italia a recibir tratamiento. Badr utilizó esta coyuntura para iniciar un programa de reformas todavía más ambiciosas, que sin embargo fueron inmediatamente deshechas por Ahmad en cuanto regresó a Yemen. En este nuevo clima de represión, Sallal fue apartado del Ejército y reubicado como director del Puerto de Hodeida. Sin embargo, Sallal no se mantuvo al margen de las intrigas palaciegas, y fue precisamente en ese periodo en el que sería contactado por la inteligencia egipcia. Nasser se encontraba en plena búsqueda de aliados con los que exportar su modelo político panarabista al resto del mundo árabe.
En 1961, el rey Ahmad sobrevivió a un intento de asesinato durante una visita a Hodeida. El atentado se produjo cuando éste se encontraba recibiendo una sesión de rayos X; en Hodeida se encontraba uno de los solo dos aparatos con esta tecnología que existían en todo el país. Ahmad recibió tres disparos y quedó en estado prácticamente vegativo, lo que aumentó el poder del príncipe Badr. Sallal fue apartado de la administración del puerto de Hodeida, pero nuevamente Badr intervino a su favor, decidiendo que fuera nombrado jefe de la Guardia personal del príncipe.

## Golpe de Estado de 1962

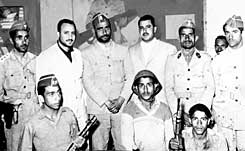
Sallal en octubre de 1962, junto con los demás militares que protagonizaron el golpe de Estado.

El 19 de septiembre de 1962, el rey Ahmad falleció por causas naturales, siendo sucedido por su hijo Badr. Inmediatamente, el nuevo monarca inició un amplio programa de reformas que incluía la liberación de presos políticos, la creación de consejos municipales, y la constitución de un órgano de cuarenta personas que aconsejara al soberano. Una vez más, Badr buscó el apoyo de Sallal, y además de mantenerlo al frente de su guardia privada le ascendió al rango de coronel y de jefe de Estado Mayor del Ejército yemení. Sin embargo, el rey se equivocó de pleno al depositar su confianza en Sallal, y menos de dos semanas después de su ascenso al trono éste protagonizaría un golpe de Estado que pondría fin a más de mil años de imamato en Yemen. Para derrocar al monarca, Sallal se benefició de su condición de guardaespaldas de Badr, lo que le daba acceso a información privilegiada sobre el palacio y los movimientos del rey.

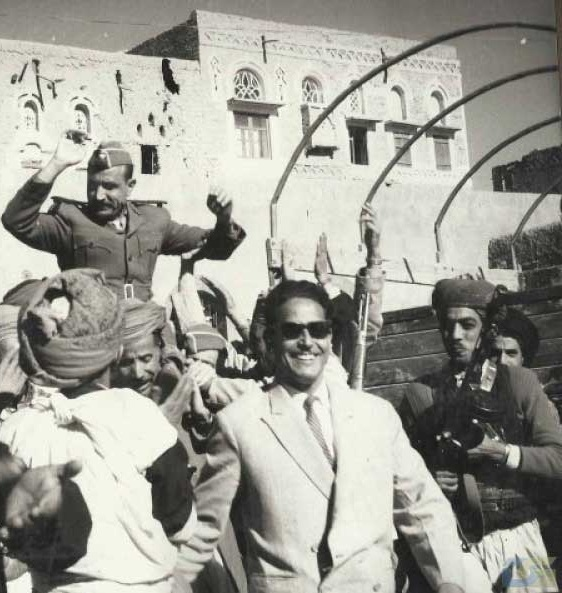
Sallal aclamado por los ciudadanos de Saná a los pocos meses de su ascenso al poder, en noviembre de 1962.

El golpe de Estado tuvo lugar el 26 de septiembre, mientras que el rey presidía una reunión de su gabinete de la que Sallal estratégicamente se excusó. El primer edificio en ser tomado fue la estación de radio de Saná. Después, los Oficiales Libres avanzarían hacia el palacio real de Dar al-Bayasher. Sallal intervino personalmente para convencer a los soldados de la residencia para que se rindieran, pero para aquel entonces Badr ya había escapado rumbo a Arabia Saudí. El 28 de septiembre, Sallal declaró la República Árabe de Yemen, de la que se situaría a la cabeza como su presidente y primer ministro. En todo caso, el hecho de que el rey no fuera capturado avocaría al país a una larga guerra civil entre monárquicos y republicanos y que se amplifcaría por la intervención de Egipto y Arabia Saudí en respaldo, respectivamente, de Sallal y Badr.
El 29 de septiembre, apenas diez días después del golpe, llegaba por vía aérea a Saná el general egipcio Alí Abdul Hamed para evaluar las necesidades de los golpistas y asesorarlos. El día 5 de octubre, un barco de transporte desembarcó en el puerto de Hodeida un batallón de las fuerzas especiales egipicias, al que pronto se unirían cazabombarderos y aviones egipcios.

## Presidencia y guerra civil (1962-1967)
Los primeros meses en el poder de Sallal se caracterizaron por un intento de concentrar el poder. El texto constitucional de octubre de 1962 otorgaba amplios poderes a la figura del Presidente de la República. Por otro lado, el Decreto N.º7 de 1963 estipuló la "prohibición de crear partidos políticos o toda actividad partidista de cualquier tipo". En cuanto a su ideología, Sallal carecía de una orientación concreta, más allá de defender el fin de las injusticias políticas y sociales y un mayor protagonismo de Yemen en el mundo árabe.

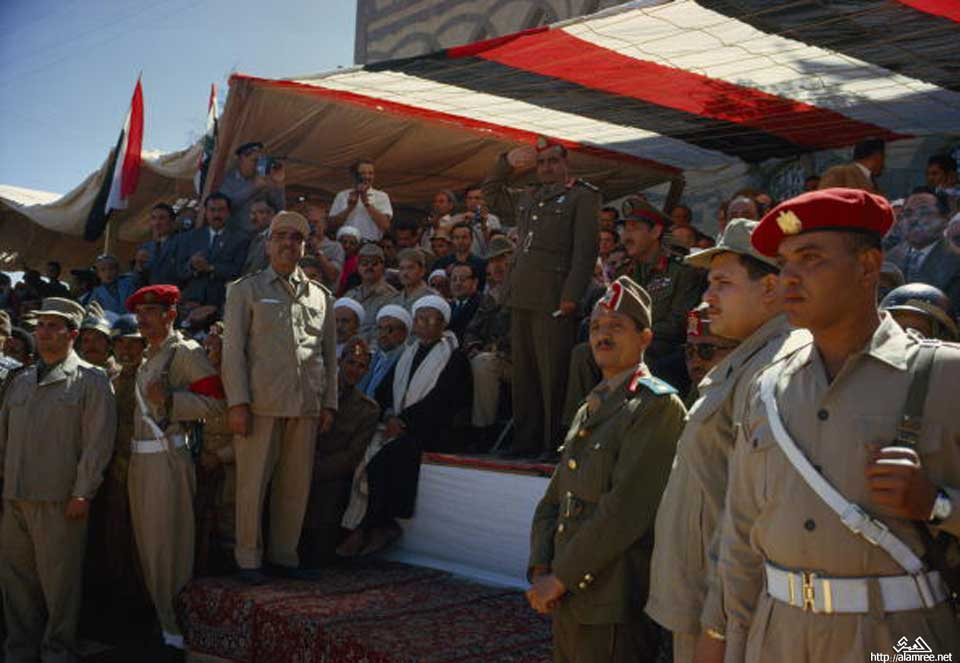
Sallal durante un desfile militar en Saná en marzo de 1963.

Desde el inicio de su mandato, Sallal tuvo que hacer frente a la resistencia organizada por Muhammad Badr en los montes del noroeste de Yemen, de mayoría zaidí. El depuesto rey  contaba con el apoyo del soberano saudí Fáisal bin Abdulaziz, y también de Reino Unido, en la medida en la que Londres veía con preocupación la posibilidad de que el movimiento nacionalista republicano de Yemen del Norte se extendiera a su colonia de Adén. Frente al proyecto político panislamista de Fáisal en favor del monarca Badr, Nasser identificó en la República Árabe de Yemen un aliado con el que poner a prueba sus tesis panarabistas, que estaban perdiendo apoyo en Oriente Próximo tras la disolución de la RAU en 1961. Los antiguos aliados y simpatizantes de Nasser rechazaban una política panárabe que pasaba por la subordinación casi total a los intereses segipcios. Nasser necesitaba un triunfo, y derrocar una nueva monarquía (como ya había ocurrido con Fáisal II de Irak en 1958 y en el propio Egipto en 1952) era la oportunidad perfecta. Así, Nasser ordenó el despliegue de más de 50.000 soldados egipcios como parte de un cuerpo expedicionario que por otro lado empezaría a adiestrar a una Guardia Nacional yemení compuesta por primera vez por combatientes suníes. Entremedias, muchas tribus y caciques locales se aprovecharon de los enfrentamientos para sacar el mayor rédito posible de los mismos. Quien se mantuvo al margen del conflicto fue Estados Unidos, que no tuvo problemas en reconocer al gobierno de Sallal a cambio de consensiones petrolíferas para la Arabian American Oil Company.

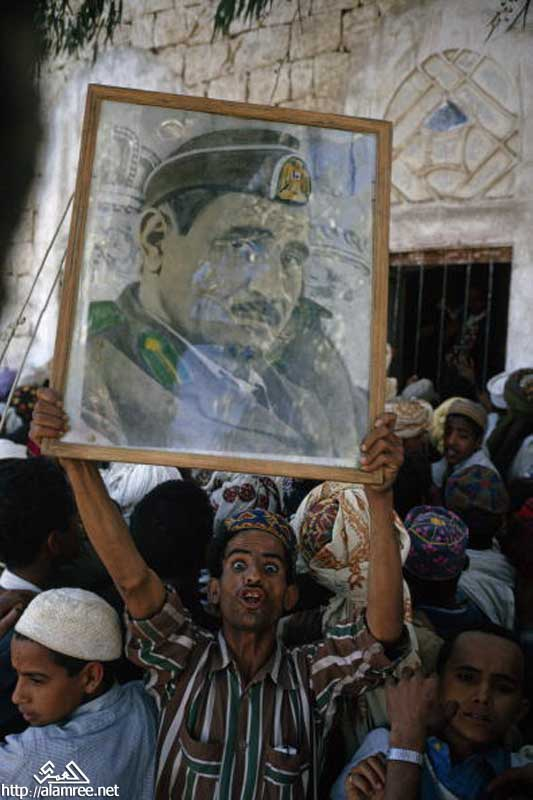
Un partidario del presidente Sallal.

Durante la guerra civil, Egipto llegó a involucrarse hasta el punto de desplazar a Sallal a un segundo plano, el cual sería visto como un títere en manos de El Cairo. El uso de napalm y armas químicas (fosfeno, gas mostaza, cloruro) por parte del Ejército egipcio contra la resistencia monárquica solo haría que ésta ganara más adeptos, convirtiendo a Sallal en una figura impopular. A nivel internacional, estos presuntos ataques contra la población civil le acabarían costando, en 1967, el reconocimiento de países como Jordania y Túnez. Previamente, Amán había advertido a Sallal de que retiraría su presencia diplomática "a menos que las fuerzas egipcias abandonen Yemen, que cesen los ataques aéreos egipcios contra las ciudades de Yemen, y se tomen medidas para garantizar al pueblo de Yemen su derecho a la autodeterminación". En la misma línea, el gobierno tunecino revocó su reconocimiento en respuesta a "las atrocidades de las fuerzas expedicionarias egipcias en Yemen cometidas con la connivencia del presidente Sallal".

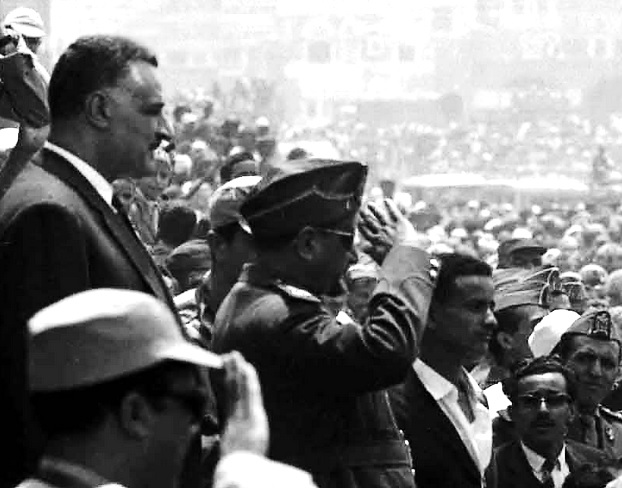
Sallal y Nasser durante la visita del presidente egipcio a Saná en abril de 1964.

En marzo de 1964, Sallal intentó diversificar sus apoyos en el exterior firmando un acuerdo de amistad con Leonid Brézhnev, para los que se desplazó personalmente a la Unión Soviética. Sin embargo, y a pesar de que la URSS sí dio apoyo financiero al gobierno de Sallal, nunca quiso inmiscuirse demasiado en el plano militar por miedo a enemistarse con Nasser, que seguiría siendo el líder internacional con mayor influencia en Yemen del Norte. Un mes más tarde, en abril de 1964, el propio Nasser visitó Saná, y forzó que Sallal se desplazara con él a El Cairo durante una larga estancia. El país se quedó en manos de un primer ministro, Hamoud al-Gayifi.
Durante la ausencia de Sallal, se produjo un acercamiento entre monárquicos y republicanos que se materializó en la Conferencia de Khamir de mayo de 1965, donde se proponía la creación de un plan de desarrollo político y económico y la disminución de los poderes de la figura del presidente. Ya de vuelta en Yemen, Sallal respondió  negativamente al acuerdo intentando crear un gobierno militar, un plan que fue frustrado por El Cairo. Nasser favoreció el nombramiento del moderado Hassan al-Amri como nuevo primer ministro y, posteriormente, el de Ahmad Muhammad Numan. Sallal fue forzado a desplazarse a El Cairo una vez más. 
En 1966, la política egipcia hacia Yemen del Norte experimentó un cambio. De un lado, los intentos de mediación con los monárquicos, y por lo tanto con Arabia Saudí, durante la Ceremonia de Yedda de agosto del año anterior fracasaron, y para diciembre de 1965 ya se habían retomado las hostilidades. En paralelo, la decisión de los británicos de abandonar Adén convencieron a Nasser de que todavía tenía posibilidades de sacar rédito a su aventura militar en Yemen. En ese contexto, El Cairo permitió que Sallal volviera a Yemen y que se nombrara a sí mismo primer ministro, el 18 de septiembre de 1966. Amri y la mayoría de los miembros de su ejecutivo fueron arrestados y trasladados a El Cairo, iniciando un periodo marcado por las ejecuciones políticas y la represión.

## Derrocamiento y exilio en noviembre de 1967
La derrota militar de Egipto frente a los israelíes durante la Guerra de los Seis Días de junio de 1967 obligó al país a reducir su presencia militar en Yemen. Apenas un mes más tarde, en agosto de 1967, tuvo lugar la Conferencia de Jartum entre Arabia Saudí y Egipto, la cual concluyó con un acuerdo que comprendía la salida de las tropas egipicias, el cese de la ayuda militar saudí a los monárquicos, y la creación de una comisión tripartita formada por Sudán, Marruecos e Irán para velar por el cumplimiento del pacto. A los dos meses, Nasser ordenaba la retirada del Ejército egipcio al tiempo que autorizó la liberación del moderado Amri de su cautiverio en El Cairo.
Habiendo perdido el respaldo de su principal valedor internacional, y sin apoyo entre la población yemení, Sallal fue depuesto en un golpe de Estado mientras se encontraba de viaje en Irak. A la cabeza de la República Árabe de Yemen se pondría un Consejo Presidencial, liderado por el cadí Abdel Rahman al-’Iriyani. Quienes sin embargo no cesaron las hostilidades fueron los realistas al norte de la capital, y una ofensiva de las tropas monárquicas estuvo a punto de tomar Saná. El ataque fue frustrado por la supremacía aérea de las fuerzas republicanas, gracias a los aviones MiG 17 de fabricación soviética, y a que los partidarios de Badr poco a poco se fueron quedando sin munición a media que disminuía el apoyo saudí.
Sallal permaneció en el exilio en El Cairo hasta que fue invitado de vuelta a Yemen por el presidente Alí Abdalá Salé en 1981. Residió en Saná hasta su fallecimiento en 1994.

## Legado

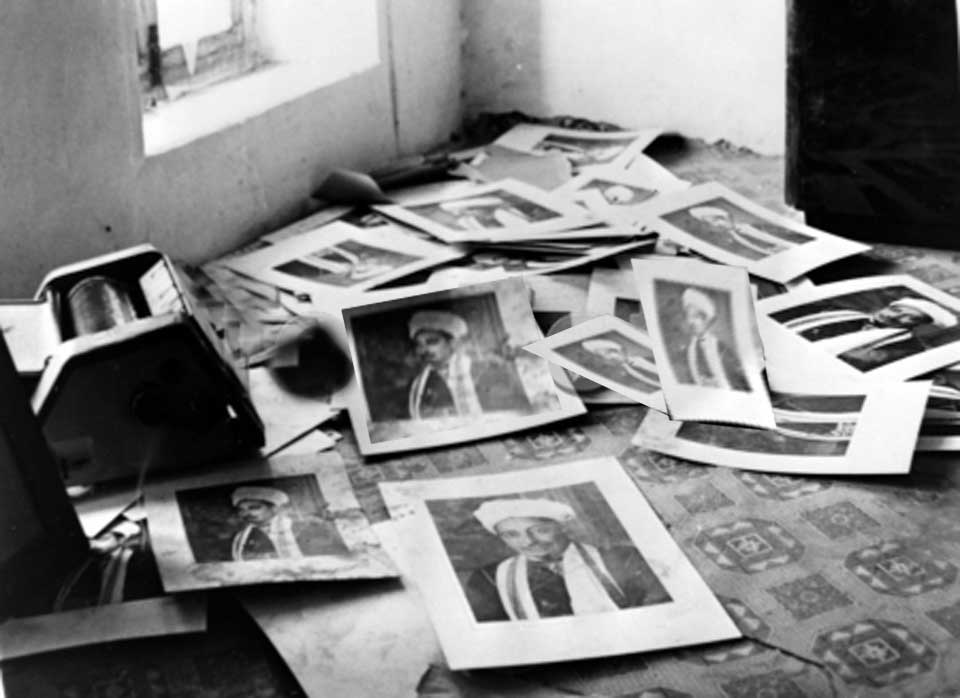
Fotografías descolgadas de Muhammad al-Badr, último imam zaidí de Yemen, tras su deposición en 1962.

El ascenso al poder de Sallal en 1962 acaba con más de un milenio de imamato zaydí en Yemen, el cual empezó con Zayd ibn Ali en el siglo VIII pero que se consolidó como verdadero poder político de la mano de Al-Mansur al-Qasim en el siglo XVI. La experiencia republicana que inicia Sallal marca el fin de un régimen teocrático que perduraba como un anacronismo en el mundo árabe del siglo XX. La esclavitud seguía legalmente reconocida, los opositores del imam eran frecuentemente decapitados, y no existía en el país ni una sola fábrica o universidad. La única carretera pavimentada en todo Yemen del Norte era la que unía Saná con el puerto de Hodeida.
La presidencia de Sallal estuvo marcada por la guerra civil (1962-1970), un conflicto que enfrentó, grosso modo, a las fuerzas tribales zaidíes del norte de Yemen con los comerciantes shafíes (suníes) de la capital y del sur, que estaban sufriendo bajo el yugo del imam. Es una pugna étnico-social por el poder que Sallal no supo resolver, y que continúa hasta nuestros días reencarnada en una nueva guerra civil (2014) entre los huzíes en el norte y sus detractores en el resto del país. 
Más allá del contexto específico de Yemen, no deja de ser llamativo que el primer intento de golpe de Estado (1948) en el que participó Sallal contra el imám Yahya Ibn al-Husayn coincida en el tiempo con la Nakba. La pérdida de Palestina en la guerra contra Israel y, en general, el accidentado proceso de desintegración del orden colonial europeo, dieron lugar a una oleada de frustración en el mundo árabe que se tradujo en una cadena de atentados, incluidas la muerte de Hasan al-Banna en Egipto (1949), de Husni al-Za'im en Siria (1949), de Riad Al Solh en el Líbano (1951) o de Abdalá I de Jordania (1951). En lo que respecta al periodo de guerra civil (1962-1970), aquí la coordenada histórica esencial, como se ha dicho, es la rivalidad entre el panarabista y antimonárquico Nasser en Egipto y Fáisal en Arabia Saudí. El protagonismo de las Fuerzas Armadas egipicias en Yemen del Norte, menos de dos semanas después de que Sallal fuera proclamado presidente, fue tal que en determinados momentos parecía Nasser y no él la autoridad política en el país. A pesar de las decenas de miles de soldados desplegados, los egipcios no pudieron hacer frente a las dificultades del terreno, dando lugar al tópico de la guerra de Yemen como el "Vietnam egipcio", si bien por aquel entonces la guerra en Indochina estaba todavía en sus comienzos.
En lo que respecta la Guerra Fría que enfrentó a la Unión Soviética con Estados Unidos y el bloque occidental, es innegable que tanto los imames como el propio Sallal bascularon hacia el Este en busca de apoyos contra la presencia británica en Adén. Pero ni Eisenhower ni los sucesivos presidentes estadounidenses vieron como un problema que Yemen se rearmara con los soviéticos ni, más adelante, que Sallal implementara una nueva república panarabista en Yemen del Norte, sobre todo si ello molestaba a los designios del Imperio británico. Los fiascos del Pacto de Bagdad y de la aventura militar Gran Bretaña y Francia en Suez (1956) todavía estaban presentes y representaban una oportunidad para Washington para aumentar su influencia en la región.